# Torneo de Acapulco 2015
El Abierto Mexicano Telcel 2015 es un evento de tenis ATP 500 en su rama masculina y WTA International Tournaments en la femenina. Se disputa en el Puerto de Acapulco, Guerrero (México), en el complejo Fairmont Acapulco Princess y en pistas duras al aire libre, siendo parte de un conjunto de eventos que hacen de antesala al Masters de Indian Wells 2015, entre el 23 de febrero y el 1 de marzo de 2015 en los cuadros principales masculinos y femeninos, la etapa de clasificación se disputó desde el 20 de febrero.

## Cabezas de serie

### Individuales masculinos
| Tenista              | Ranking | Preclasificado |
| Kei Nishikori        | 5       | 1              |
| David Ferrer         | 9       | 2              |
| Grigor Dimitrov      | 11      | 3              |
| Kevin Anderson       | 15      | 4              |
| Aleksandr Dolgopólov | 24      | 5              |
| Ivo Karlović         | 29      | 6              |
| Benjamin Becker      | 40      | 7              |
| Adrian Mannarino     | 41      | 8              |

- Ranking del 16 de febrero de 2015

### Dobles masculinos
| Tenistas                          | Ranking | Preclasificado |
| Ivan Dodig Marcelo Melo           | 12      | 1              |
| Marcel Granollers Marc López      | 23      | 2              |
| Alexander Peya Bruno Soares       | 24      | 3              |
| Juan Sebastián Cabal Robert Farah | 39      | 4              |

### Individuales femeninos
| Tenista            | Ranking | Preclasificada |
| María Sharápova    | 2       | 1              |
| Sara Errani        | 16      | 2              |
| Caroline Garcia    | 30      | 3              |
| Irina-Camelia Begu | 34      | 4              |
| Timea Bacsinszky   | 36      | 5              |
| Roberta Vinci      | 38      | 6              |
| Sloane Stephens    | 41      | 7              |
| Madison Brengle    | 44      | 8              |

- Ranking del 16 de febrero de 2015

### Dobles femeninos
| Tenistas                           | Ranking | Preclasificada |
| Sara Errani Roberta Vinci          | 2       | 1              |
| Andrea Hlaváčková Lucie Hradecká   | 43      | 2              |
| Kimiko Date-Krumm Ajla Tomljanovic | 103     | 3              |
| Irina-Camelia Begu María Irigoyen  | 135     | 4              |

## Campeones

### Individuales masculinos
David Ferrer venció a  Kei Nishikori por 6-3, 7-5

### Individuales femeninos
Timea Bacsinszky venció a  Caroline Garcia por 6-3, 6-0

### Dobles masculinos
Ivan Dodig /  Marcelo Melo vencieron a  Mariusz Fyrstenberg /  Santiago González por 7-6(2), 5-7, [10-3]

### Dobles femenino
Lara Arruabarrena /  María Teresa Torró Flor vencieron a  Andrea Hlaváčková /  Lucie Hradecká por 7-6(2), 5-7, [13-11]